# Никопољ (Украјина)
Никопољ (укр. Нікополь, рус. Никополь) град је у Украјини, у Дњипропетровској области. Никопољ је административни центар Никопољског рејона. Његово старо име је Микитин Рог, и налази се на месту где су обале Дњепра најпогодније за прелазак преко реке. Никопољ је један од најважнијих центара на нижем делу слива Дњепра, за извоз вуне, конопље, кукуруза и лана. Према процени из 2023. у граду је живело 43.000 становника.

## Историја
У време Кијевске Русије ова територија је била под влашћу Печенеза, који су касније отерани са тих територија од стране Кипчака (који су познати као и Кумани). Они су успоставили своју државу на територији данашње јужне Украјине и Крима. У 13. веку, Монголи су освојили њихове територије без већих проблема, осим у подручју Крима, и на том месту су успоставили државу Златне хорде. Веровало се да је после пада Златне хорде, та површина била насељена од стране Ногајаца, иако постоје претпоставке да су на том подручју тада живели и словени. Поред свих претпоставки, први конкретни докази о животу словена на овим територијама долазе из 15. века, када су ту живели Козаци.
У близини Никопоља, 1648. је изграђен Микитински Сич, који је био познат по чињеници да је овде Богдан Хмељницки изабран за хетмана, и што је на том месту почео рат против католичке Пољске државе.

## Становништво
Према процени, у граду је 2012. живело 120.000 становника.
| 1979.   | 1989.   | 2001.   | 2012.   |
| ------- | ------- | ------- | ------- |
| 145.654 | 157.608 | 136.280 | 120.000 |

## Градови побратими
- Чијатура, Грузија
- Котор, Црна Гора
- Зимнича, Румунија